# John Kirby

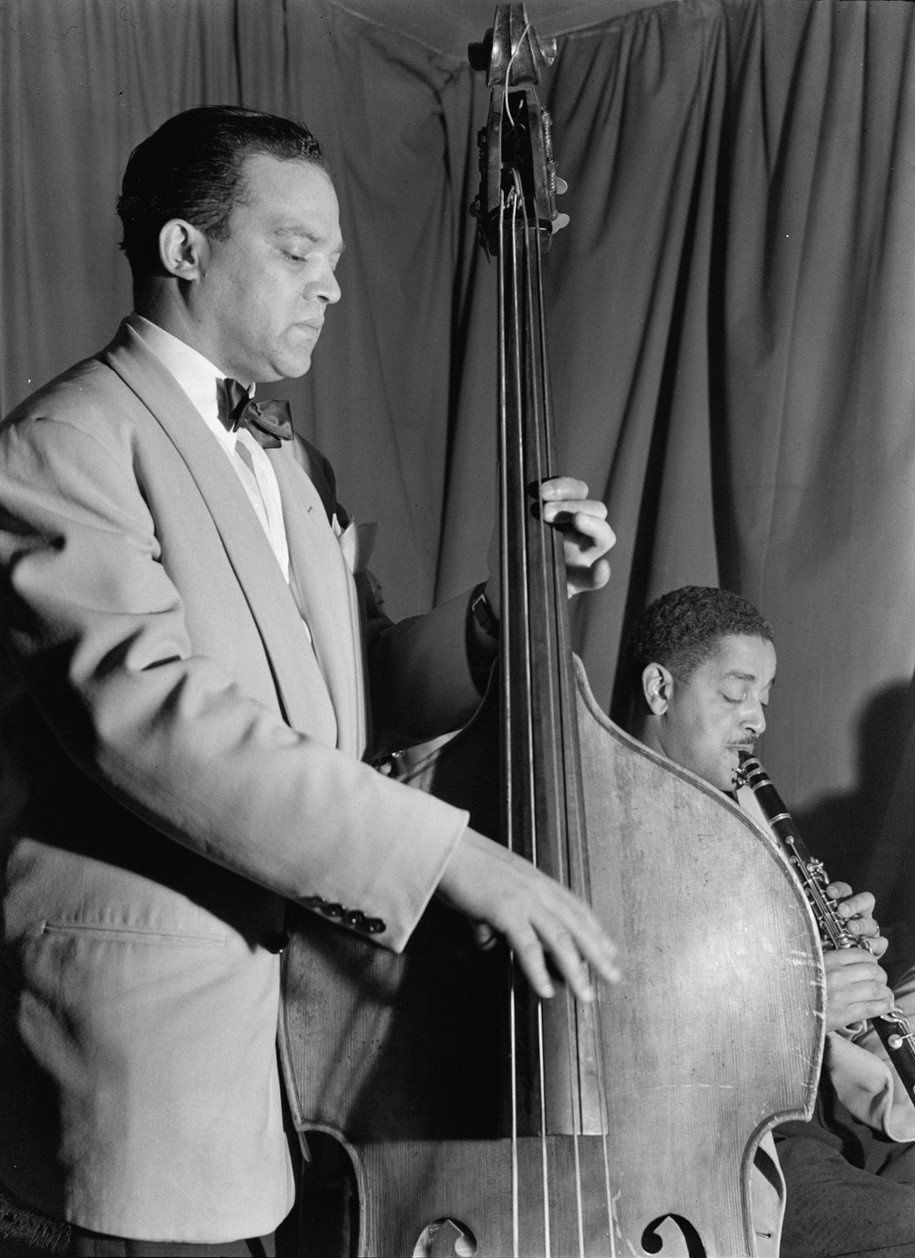
John Kirby und Buster Bailey, Washington D.C., ca. Mai 1946.
Fotografie von William P. Gottlieb.

John Kirby (* 31. Dezember 1908 in Winchester, Virginia; † 14. Juni 1952 in Hollywood, Kalifornien) war ein US-amerikanischer Jazz-Bassist, Band-Leader sowie Posaunist und Tuba-Spieler.

## Leben
John Kirby kam 1926 nach Maryland und spielte dort mit Chick Webb und Fletcher Henderson (1930–1933, 1935–1936) und spielte bei mehreren Aufnahmen von Fletcher Henderson’s Orchestra die Tuba und später den Kontrabass. 1937 gründete er seine eigene Band, ein Sextett „The Onyx Club Boys“, mit ihm selbst am Bass, Charlie Shavers an der Trompete, Buster Bailey an der Klarinette, Russell Procope am Altsaxophon, Billy Kyle am Klavier und O’Neill Spencer am Schlagzeug. Sie wurde zu einer der wenigen bedeutenden „kleinen“ Bands der Big-Band-Ära und wurde durch Shows (vor allem in New York City) und Rundfunkaufnahmen bekannt. Im Oktober 1938 nahm sie als erste Band den Song „Undecided“ von Sid Robins und Charlie Shavers auf, der im März 1939 Kirbys einziger Hit in den Billboard-Charts (#19) wurde. Auch mit Larry Adler legte Kirby Schallplatten vor. Er tendierte zu einem von der Klassik beeinflussten Swingstil und provozierte damit viele Kritiker; allerdings machte ihn seine Musik auch aufgrund der guten Solisten in der Zeit von 1938 bis 1941 sehr populär. Nach dem Zweiten Weltkrieg nahm sein Erfolg ab, und bevor er sein geplantes Comeback starten konnte, starb er 1952.
1993 wurde John Kirby in die Big Band and Jazz Hall of Fame aufgenommen.